# Eburodacrys laticlavia
Eburodacrys laticlavia är en skalbaggsart som beskrevs av Monné och Martins 1973. Eburodacrys laticlavia ingår i släktet Eburodacrys och familjen långhorningar. Inga underarter finns listade i Catalogue of Life.